# WtFOCK
WtFOCK is een via internet uitgezonden dramareeks, geproduceerd door Sputnik Media en uitgezonden door Play5 en Telenet. De serie bestaat uit losse video's die in realtime worden uitgezonden. Aan het eind van de week worden de video's gebundeld in een volledige aflevering. Daarnaast worden de video's ondersteund door berichten op sociale media (met name Instagram).

## Geschiedenis
WtFOCK is een remake van de succesvolle jongerenreeks Skam van de Noorse openbare omroep NRK. In het eerste seizoen keken er ongeveer 100.000 mensen per week naar wtFOCK en het aantal kijkers verdubbelde in de eerste weken van het tweede seizoen. Het merendeel van deze kijkers is jonger dan 24 jaar. Ook het derde seizoen was qua kijkcijfers een succes. Dit seizoen behaalde 11,8 miljoen videoviews en wekelijks bezochten 450.000 jongeren de website van wtFOCK. In december 2019 kondigde de zender die wtFOCK maakt aan dat er in 2020 een vierde seizoen zou verschijnen.
Op 1 april 2020 werd er voor het eerst sinds het einde van seizoen 3 een nieuwe clip geüpload en werd de naam van wtFOCK gewijzigd in wtFOCKDOWN (naar aanleiding van de 'lockdown', d.w.z. de sluiting van onder meer horeca, winkels en scholen, die in 2020 was ingesteld vanwege het heersende coronavirus). Vanaf 29 augustus worden de clips van seizoen 4 uitgezonden. In dit seizoen vertrekt het personage Jana Ackermans, gespeeld door Femke van der Steen, naar New York en verdwijnt hierdoor uit de serie. Haar personage werd vervangen door Kato Fransen, gespeeld door Romi Van Renterghem, het personage van Jana Ackermans kwam wel nog eenmalig terug in de allerlaatste aflevering van wtFOCK.
Met de komst van GoPlay zijn de week afleveringen van wtFOCK alleen nog te bekijken via GoPlay als GoPlay original en niet meer via de website van de serie en de tv-zender Play5. Wel wordt de serie na afloop nog beschikbaar gesteld via Streamz.
Het vijfde seizoen van wtFOCK startte op 19 april met als hoofdpersonage Yasmina Ait Omar. Dit seizoen startte met een jaar vertraging door de strenge coronamaatregelen in 2020, en werd vervangen door een vierde seizoen van Kato en wtFOCKDOWN.
Op 20 april 2021 werd bekendgemaakt dat het vijfde seizoen ook het laatste ging zijn. Op 25 juni 2021 eindigde de serie definitief. Op 29 September 2022 startte op Streamz de opvolger 2DEZIT dat gemaakt wordt door hetzelfde team als wtFOCK, deze serie speelt zich af in het studentenleven.
Op 22 april 2023 keerde wtFOCK terug met een nieuw seizoen, onder de naam wtFOCK: ADA, met een nieuwe groep personages. Een volgend seizoen, onder de naam wtFOCK: ANAÏS, startte op 14 oktober 2023.

## Personages
Alleen acteurs en actrices die in één seizoen in ten minste drie afleveringen voorkomen, zijn hieronder opgenomen.
 = Hoofdpersonage 
 = Terugkerend
 = Niet te zien
| Acteur                 | Personage         | Gebaseerd op     | Aantal afleveringen | Aantal afleveringen | Aantal afleveringen | Aantal clips | Aantal afleveringen | Aantal afleveringen | Aantal afleveringen | Aantal afleveringen |
| Acteur                 | Personage         | Gebaseerd op     | Seizoen 1           | Seizoen 2           | Seizoen 3           | wtFOCKDOWN   | Seizoen 4           | Seizoen 5           | wtFOCK: ADA         | wtFOCK: ANAÏS       |
| ---------------------- | ----------------- | ---------------- | ------------------- | ------------------- | ------------------- | ------------ | ------------------- | ------------------- | ------------------- | ------------------- |
| Femke van der Steen    | Jana Ackermans    | Isa              | 12                  | 10                  | 6                   | 7            | 1                   | 1                   |                     |                     |
| Veerle Dejaeger        | Zoë Loockx        | Nora             | 11                  | 10                  | 10                  | 9            | 10                  | 9                   |                     |                     |
| Willem Herbots         | Robbe IJzermans   | Isak             | 12                  | 6                   | 10                  | 10           | 8                   | 5                   |                     |                     |
| Romi Van Renterghem    | Kato Fransen      | -                |                     |                     |                     |              | 10                  | 10                  |                     |                     |
| Nora Dari              | Yasmina Ait Omar  | Sana             | 10                  | 10                  | 6                   | 6            | 9                   | 10                  |                     |                     |
| Ella van Remortel      | Ada Konings       | -                |                     |                     |                     |              |                     |                     | 10                  | 10                  |
| Laura Bekaert          | Anaïs Davis       | -                |                     |                     |                     |              |                     |                     | 10                  | 10                  |
| Nona Janssens          | Amber Snoeckx     | Vilde            | 12                  | 10                  | 7                   | 7            | 10                  | 10                  |                     |                     |
| Yara Veyt              | Luca Lomans       | Chris            | 12                  | 10                  | 8                   | 5            | 10                  | 10                  |                     |                     |
| Nathan Bouts           | Jens Stoffels     | Jonas            | 11                  | 4                   | 10                  | 5            | 9                   | 3                   |                     |                     |
| Nathan Naenen          | Senne De Smet     | William          | 9                   | 10                  | 9                   | 9            | 5                   | 1                   |                     |                     |
| Noa Izai Tambwe Kabati | Moyo Makadi       | Elias/Mahdi      | 4                   | 4                   | 10                  | 4            | 10                  | 6                   |                     |                     |
| Lilith Pas             | Britt Ingelbrecht | Ingrid/Sonja     | 9                   | 1                   | 6                   |              | 2                   | 7                   |                     |                     |
| Maarten Cop            | Luka Lemmens      | Penetrator Chris | 8                   | 5                   |                     |              |                     |                     |                     |                     |
| Britt Hellinx          | Gill De Schepper  | Mari             | 2                   | 7                   |                     |              |                     |                     |                     |                     |
| Isabel Leybaert        | Mama Jana         | Mama Eva         | 5                   | 1                   |                     |              |                     |                     |                     |                     |
| Cassandra Krols        | Marie Eggermont   | Iben             | 4                   |                     |                     |              |                     | 5                   |                     |                     |
| Lars Brinkman          | Milan Hendrickx   | Eskild           |                     | 8                   | 9                   | 5            | 2                   | 1                   |                     |                     |
| Jonathan Michiels      | Viktor Deruwe     | Niko             |                     | 4                   | 1                   |              |                     |                     |                     |                     |
| Louise Bergez          | Lisa De Geyter    | Linn             |                     | 3                   | 1                   |              |                     |                     |                     |                     |
| Stijn Coppens          | Max Van Damme     | -                |                     | 3                   |                     |              |                     |                     |                     |                     |
| Aaron Roggeman         | Aaron Jacobs      | Magnus           |                     |                     | 10                  | 6            | 9                   | 7                   |                     |                     |
| Willem De Schryver     | Sander Driesen    | Even             |                     |                     | 8                   | 10           | 3                   | 2                   |                     |                     |
| Hanna Mensink          | Noor Bauwens      | Emma             |                     |                     | 7                   |              | 1                   |                     |                     |                     |
| Akram Saibari          | Elias Ait Omar    | Elias            |                     |                     |                     |              |                     | 8                   |                     |                     |
| Jamila Channouf        | Salouah           | Mama Sana        |                     |                     |                     |              |                     | 7                   |                     |                     |
| Abdellah Dari          | Hassan            | Papa Sana        |                     |                     |                     |              |                     | 6                   |                     |                     |
| Ismaïl L'Hamiti        | Younes            | Yousef           |                     |                     |                     |              |                     | 10                  |                     |                     |
| Shayma Moustafa        | Aïcha             | -                |                     |                     |                     |              |                     | 6                   |                     |                     |
| Amber van Asch         | Helena            | -                |                     |                     |                     |              |                     | 6                   |                     |                     |
| Mo Bakker              | Finn Verschaeren  | -                |                     |                     |                     |              |                     |                     | 10                  | 7                   |
| Mathis Mavuela         | Otis Rojas        | -                |                     |                     |                     |              |                     |                     | 10                  | 10                  |
| Junes Callaert         | Noah Wolfs        | -                |                     |                     |                     |              |                     |                     | 10                  | 7                   |
| Dara Oguntubi          | Mila Minten       | -                |                     |                     |                     |              |                     |                     | 10                  | 10                  |
| Nona 't Jolle          | Hanne Dewit       | -                |                     |                     |                     |              |                     |                     | 10                  | 10                  |
| Willem Loobuyck        | Miro Goris        | -                |                     |                     |                     |              |                     |                     | 6                   |                     |
| Jul Goossens           | Bas Brosens       | -                |                     |                     |                     |              |                     |                     | 8                   |                     |
| Nell Cattrysse         | Bobbie De Bruyn   | -                |                     |                     |                     |              |                     |                     |                     | 10                  |

## Afleveringen

### Seizoen 1
Seizoen 1 werd uitgezonden van 1 oktober 2018 tot en met 21 december 2018 en had 12 volledige afleveringen. In dit seizoen staat het personage Jana Ackermans centraal. Het verhaal gaat over Jana’s moeilijke relatie met haar vriend Jens en thema's zoals eenzaamheid, identiteit en vriendschap. Het seizoen was te zien op VIER, VIJF, Telenet Play en wtFOCK.be. Opnames vonden voornamelijk plaats in Antwerpen, Berchem, Brasschaat en Bomal.
| Nr. | Titel                                                                 | Datum volledige uitzending België | Duur    |
| --- | --------------------------------------------------------------------- | --------------------------------- | ------- |
| 1.  | Ge ziet eruit als een hoer                                            | 5 oktober 2018                    | 23 min. |
| 2.  | Stap er op af, stel u voor, zeg hallo                                 | 12 oktober 2018                   | 21 min. |
| 3.  | Wij zijn de grootste losers van 't school                             | 19 oktober 2018                   | 18 min. |
| 4.  | Zuig hem helemaal leeg                                                | 26 oktober 2018                   | 19 min. |
| 5.  | Gij wordt geil van kleren en make-up?                                 | 2 november 2018                   | 23 min. |
| 6.  | Iedereen weet toch dat jongens over alles liegen                      | 9 november 2018                   | 21 min. |
| 7.  | Ge had nog geen haar op uw ballen toen ge in het derde middelbaar zat | 16 november 2018                  | 20 min. |
| 8.  | Moet ik het spellen? Begint met een N en eindigt op EE                | 23 november 2018                  | 20 min. |
| 9.  | Ik snap gewoon niet meer wie ge zijt                                  | 30 november 2018                  | 23 min. |
| 10. | Please. Zeg dit niet tegen Jens                                       | 7 december 2018                   | 22 min. |
| 11. | Fuck, ge zijt sexy                                                    | 14 december 2018                  | 17 min. |
| 12. | Dat was gewoon kutadvies                                              | 21 december 2018                  | 26 min. |

### Seizoen 2
Seizoen 2 werd uitgezonden van 22 april 2019 tot en met 28 juni 2019 en had tien volledige afleveringen. In dit seizoen staat het personage Zoë Loockx centraal. Het verhaal gaat over haar relatie met Senne en thema’s zoals vriendschap, feminisme, zelfbeeld en seksueel misbruik.
Dit seizoen was te zien op VIJF, Telenet Play en de website. Opnames vonden voornamelijk plaats in Antwerpen, Berchem en Brasschaat.
| Nr. | Titel                                                       | Datum volledige uitzending België | Duur    |
| --- | ----------------------------------------------------------- | --------------------------------- | ------- |
| 13. | Zij is helemaal obsessed met een foute gast                 | 26 april 2019                     | 25 min. |
| 14. | Ik heb precies een aflevering gemist                        | 3 mei 2019                        | 33 min. |
| 15. | Gij hebt geen recht om pissed te zijn op mij!               | 10 mei 2019                       | 33 min. |
| 16. | Zoë Loockx, nu moet ge echt voorzichtig zijn                | 17 mei 2019                       | 28 min. |
| 17. | Stop met zo lekker te zijn                                  | 24 mei 2019                       | 25 min. |
| 18. | Is hij wel goed genoeg voor u?                              | 31 mei 2019                       | 33 min. |
| 19. | Ik wil gewoon twee seconden alleen zijn                     | 7 juni 2019                       | 29 min. |
| 20. | Iemand heeft last van examenstress                          | 14 juni 2019                      | 31 min. |
| 21. | Het is alleen maar ingewikkeld als je het ingewikkeld maakt | 21 juni 2019                      | 24 min. |
| 22. | Hij mag hier niet mee wegkomen                              | 28 juni 2019                      | 30 min. |

### Seizoen 3
Seizoen 3 werd uitgezonden van 12 oktober 2019 tot en met 20 december 2019 en had tien volledige afleveringen. In dit seizoen staat het personage Robbe IJzermans centraal. Het verhaal gaat over Robbes ontluikende liefde met Sander en thema's zoals seksuele identiteit, homoseksualiteit, mentale gezondheidsproblemen en vriendschap.
Het seizoen was te volgen op VIJF, Telenet Play en de website, opnames vonden voornamelijk plaats in Antwerpen, Berchem Linkeroever en Lombardsijde.
| Nr. | Titel                                  | Datum volledige uitzending België | Duur    |
| --- | -------------------------------------- | --------------------------------- | ------- |
| 23. | Gij zou u niet laten pijpen door haar? | 18 oktober 2019                   | 30 min. |
| 24. | Playing hard to get?                   | 25 oktober 2019                   | 23 min. |
| 25. | Wat heb ik te verliezen?               | 1 november 2019                   | 31 min. |
| 26. | Ik twijfel een beetje                  | 8 november 2019                   | 33 min. |
| 27. | Het ligt toch niet aan mij?            | 15 november 2019                  | 38 min. |
| 28. | Het ging allemaal focking snel         | 22 november 2019                  | 26 min. |
| 29. | Ik heb het verpest. Ik weet het        | 29 november 2019                  | 27 min. |
| 30. | Zo rap ben je van mij nog niet af      | 6 december 2019                   | 27 min. |
| 31. | Je bent gewoon zijn volgende obsessie  | 13 december 2019                  | 25 min. |
| 32. | Ander onderwerp. Oké?                  | 20 december 2019                  | 34 min. |

### Seizoen 4
Seizoen 4 werd uitgezonden vanaf 29 augustus 2020 tot en met 6 november 2020. In dit seizoen staat het personage Kato Fransen centraal.
Het verhaal gaat over Kato haar moeilijke thuissituatie, haar bekendheid als influencer en de moeilijke liefde tussen haar en Moyo, en zelfverwonding.
Het seizoen was te volgen op Play5, GoPlay, Streamz en de website. Opnames vonden voornamelijk plaats in Antwerpen, Berchem, Linkeroever en Bomal.
| Nr. | Titel                               | Datum volledige uitzending België | Duur    |
| --- | ----------------------------------- | --------------------------------- | ------- |
| 33. | Focking kutvirus                    | 4 september 2020                  | 23 min. |
| 34. | Die Moyo heeft wel iets             | 11 september 2020                 | 20 min. |
| 35. | Nobody puts baby Kato in the corner | 18 september 2020                 | 19 min. |
| 36. | Wat een schmett                     | 25 september 2020                 | 16 min. |
| 37. | Get the fock out                    | 2 oktober 2020                    | 22 min. |
| 38. | Ze zijn er echt over gegaan         | 9 oktober 2020                    | 27 min. |
| 39. | Alles voor de liefde                | 16 oktober 2020                   | 19 min. |
| 40. | Niemand luistert echt naar mij      | 23 oktober 2020                   | 20 min. |
| 41. | Ik denk niet dat dat zo slim is     | 30 oktober 2020                   | 20 min. |
| 42  | Sommige shit veroorzaakt ge zelf    | 6 november 2020                   | 24 min. |

### Seizoen 5
Het vijfde seizoen was te zien op de website van het programma (enkel de clips), de afleveringen waren exclusief beschikbaar op GoPlay en het werd uitgezonden tussen 19 april 2021 en 25 juni 2021.
In dit seizoen staat het personage Yasmina Ait Omar centraal.
Het verhaal handelt over thema's zoals religie, de islam, verboden liefde, vriendschap, de ramadan, racisme, vooroordelen en online pesten.
Opnames vonden voornamelijk plaats in Antwerpen, Berchem, Borgerhout en de Belgische kust.
| Nr. | Titel         | Datum van volledige uitzending in België | Duur       |
| --- | ------------- | ---------------------------------------- | ---------- |
| 43. | Aflevering 1  | 23 april 2021                            | 25 minuten |
| 44. | Aflevering 2  | 30 april 2021                            | 27 minuten |
| 45. | Aflevering 3  | 7 mei 2021                               | 24 minuten |
| 46. | Aflevering 4  | 14 mei 2021                              | 33 minuten |
| 47. | Aflevering 5  | 21 mei 2021                              | 29 minuten |
| 48. | Aflevering 6  | 28 mei 2021                              | 20 minuten |
| 49. | Aflevering 7  | 4 juni 2021                              | 20 minuten |
| 50. | Aflevering 8  | 11 juni 2021                             | 33 minuten |
| 51. | Aflevering 9  | 18 juni 2021                             | 23 minuten |
| 52. | Aflevering 10 | 25 juni 2021                             | 35 minuten |

### wtFOCK: ADA
WtFOCK: ADA kwam 2 jaar nadat het vijfde seizoen in première ging uit, en introduceerde een nieuwe groep personages die los staan van de originele groep, en werd uitgezonden van 22 april 2023 tot en met 30 juni 2023. In dit seizoen staat her personage Ada Konings centraal.
Dit seizoen staat jezelf ontdekken centraal.
| Nr. | Titel         | Datum van volledige uitzending in België | Duur       |
| --- | ------------- | ---------------------------------------- | ---------- |
| 53. | Aflevering 1  | 28 april 2023                            | 23 minuten |
| 54. | Aflevering 2  | 5 mei 2023                               | 25 minuten |
| 55. | Aflevering 3  | 12 mei 2023                              | 23 minuten |
| 56. | Aflevering 4  | 19 mei 2023                              | 25 minuten |
| 57. | Aflevering 5  | 26 mei 2023                              | 28 minuten |
| 58. | Aflevering 6  | 2 juni 2023                              | 24 minuten |
| 59. | Aflevering 7  | 9 juni 2023                              | 20 minuten |
| 60. | Aflevering 8  | 16 juni 2023                             | 22 minuten |
| 61. | Aflevering 9  | 23 juni 2023                             | 25 minuten |
| 62. | Aflevering 10 | 30 juni 2023                             | 23 minuten |

### wtFOCK: ANAÏS
WtFOCK: ANAÏS werd uitgezonden van 14 oktober 2023 tot en met 22 december 2023. In dit seizoen staat het personage Anaïs Davis centraal.
| Nr. | Titel                                              | Datum van volledige uitzending in België | Duur    |
| --- | -------------------------------------------------- | ---------------------------------------- | ------- |
| 63. | De seks was goed, maar hij klonk echt als een deb. | 20 oktober 2023                          | 22 min. |
| 64. | Sorry not sorry.                                   | 27 oktober 2023                          | 22 min. |
| 65. | Is tequila sterke drank?                           | 3 november 2023                          | 26 min. |
| 66. | What's with the tension, girls?                    | 10 november 2023                         | 23 min. |
| 67. | Da's niet babbelen. Da's bitchen.                  | 17 november 2023                         | 25 min. |
| 68. | Elke seconde telt.                                 | 24 november 2023                         | 23 min. |
| 69. | I mean, poseer nog wat meer...                     | 1 december 2023                          | 22 min. |
| 70. | Wie vertrouwt hier fucking wie niet?               | 8 december 2023                          | 24 min. |
| 71. | Mijn leven is fucked en da's door u!               | 15 december 2023                         | 25 min. |
| 72. | Everybody's gotta learn sometime.                  | 22 december 2023                         | 24 min. |

## Andere remakes
WtFOCK is niet de enige remake van Skam. La Trois zendt Skam France/Belgique uit, dat zij ontwikkelden met France 4. Ook een aantal andere Europese landen, waaronder Nederland, kennen een eigen versie van Skam.

## Trivia
- In 2019 was "wtFOCK" de meest gegoogelde zoekterm in België.[3]
- WtFOCK won een Jamieaward voor de beste online fictiereeks van 2020 en 2021.[8]
- De acteur Abdellah Dari, die in het 5de seizoen de vader van Yasmina speelde, is in het echte leven ook de vader van actrice Nora Dari, die Yasmina speelde.